# خواكيم بي. هانسن
خواكيم بي. هانسن هو لاعب غولف دنماركي، ولد في 18 أغسطس 1990 في هيليرود في الدنمارك.

## وصلات خارجية
- خواكيم بي. هانسن على موقع رابطة أوروبا للاعبي الغولف المحترفين (الإنجليزية)
- خواكيم بي. هانسن على موقع التصنيف العالمي الرسمي للغولف (الإنجليزية)
- خواكيم بي. هانسن على موقع أوليمبيديا (الإنجليزية)